# Zorka Czarnogórska
Ljubica „Zorka” Czarnogórska (ur. 23 grudnia 1864 w Cetynii, zm. 16 marca 1890 tamże) – członkini rodu Petrović-Njegoš, księżniczka czarnogórska, żona pierwszego konstytucyjnego króla Serbii i SHS.

## Życiorys
Jej rodzicami byli król Mikołaj I (1841–1921) i jego żona Milena Czarnogórska (1847–1923). Zorka urodziła się w czarnogórskim mieście Cetynia, 23 grudnia 1864 roku, gdy jej ojciec był władcą Czarnogóry (jego wujek Danilo II Petrowić-Njegosz zmarł w 1860). Edukację zdobyła w Rosji.
Ojciec Zorki miał 7 córek i planował korzystnie wydać je za mąż. Młodsza siostra Zorki, Jelena została żoną króla Włoch, Wiktora Emanuela III, a dwie inne siostry, Anastazja i Milica, zostały wielkimi księżnymi Rosji.

## Małżeństwo i dzieci
Zorka wyszła za mąż 1 sierpnia 1883 za Piotra I (1844–1921), najstarszego syna księcia Serbii Aleksandra. Para doczekała się pięciorga dzieci:
- Helena (Elena) (1884–1962);
- Milena (1886–1887);
- Jerzy Karadziordziewić (1887–1972), następca tronu Serbii 1903-1909;
- Aleksander (1888–1934), król Jugosławii;
- Andrea (1890).

## Śmierć
Zorka umarła 16 marca 1890 roku w trakcie porodu piątego dziecka. Została pochowana w krypcie cerkwi św. Jerzego w Topoli w Serbii.